# Noakhali Sadar
Ne doit pas être confondu avec Noakhali (district).
Noakhali Sadar (en bengali : নোয়াখালি সদর) est une upazila du Bangladesh dans le district de Noakhali. En 2011, on y dénombrait 525 934 habitants.